# Jeux africains de 1991
Navigation
Édition précédente Édition suivante
Les Ve Jeux africains se déroulent au Caire en Égypte du 20 septembre au 1er octobre 1991.

## Organisation
L'Égypte souhaite faire de cette compétition un atout pour une candidature à l'organisation des Jeux olympiques. Néanmoins, ces Jeux connaissent plusieurs problèmes d'organisation : une bousculade lors de la cérémonie d'ouverture empêche certains dignitaires de rejoindre le stade, des billets sont donnés gratuitement pour remplir les tribunes alors que 250 millions de dollars avaient été investis pour les infrastructures de ces Jeux, l'arbitrage est accusé d'être biaisé et les systèmes informatiques ont une efficacité limitée.
Les médailles obtenues lors des épreuves de plongeon ne sont pas comptabilisées a posteriori en raison du nombre de nations impliquées trop faible. Enfin, plusieurs stars de l'athlétisme font l'impasse sur ces Jeux, préférant les courses européennes plus lucratives.
L'Égypte investit 120 millions de dollars pour construire les infrastructures nécessaires à la tenue de ces Jeux. Le village olympique est mis à disposition de l'université du Caire après les Jeux.
La plupart des épreuves ont lieu dans la capitale égyptienne, quelques-unes étant délocalisées à Alexandrie et à Ismaïlia.

## Cérémonie d'ouverture
La cérémonie d'ouverture a lieu au Stade international du Caire en présence notamment du président égyptien Hosni Moubarak, l'ancien président sénégalais Léopold Sédar Senghor, du président de l'Organisation de l'unité africaine et du Nigeria Ibrahim Babangida, du président du Comité international olympique Juan Antonio Samaranch, du président de l'Association des comités nationaux olympiques d'Afrique Jean-Claude Ganga.

## Sports
Dix-huit sports sont au programme de ces Jeux africains, en plus du plongeon dont les médailles ont été annulées, trop peu de nations ayant participé à la discipline :
- Athlétisme
- Basket-ball
- Boxe
- Cyclisme
- Football
- Gymnastique
- Haltérophilie
- Handball
- Hockey sur gazon
- Judo
- Karaté
- Lutte
- Natation
- Taekwondo
- Tennis
- Tennis de table
- Tir
- Volley-ball

## Tableau des médailles
- Nation organisatrice

| Rang | Nation                    | Or  | Argent | Bronze | Total |
| ---- | ------------------------- | --- | ------ | ------ | ----- |
| 1    | Égypte                    | 90  | 53     | 52     | 195   |
| 2    | Nigeria                   | 43  | 51     | 43     | 137   |
| 3    | Algérie                   | 29  | 36     | 34     | 99    |
| 4    | Kenya                     | 13  | 17     | 19     | 49    |
| 5    | Zimbabwe                  | 8   | 3      | 13     | 24    |
| 6    | Tunisie                   | 6   | 4      | 10     | 20    |
| 7    | Côte d'Ivoire             | 4   | 5      | 3      | 12    |
| 8    | Éthiopie                  | 4   | 3      | 5      | 12    |
| 9    | Namibie                   | 4   | 2      | 6      | 12    |
| 10   | Sénégal                   | 3   | 5      | 10     | 18    |
| 11   | Ghana                     | 2   | 4      | 6      | 12    |
| 12   | Angola                    | 2   | 3      | 5      | 10    |
| 13   | Mozambique                | 2   | 0      | 0      | 2     |
| 14   | Maurice                   | 1   | 5      | 6      | 12    |
| 15   | Cameroun                  | 1   | 4      | 10     | 15    |
| 16   | Tanzanie                  | 1   | 3      | 1      | 5     |
| 17   | Ouganda                   | 1   | 1      | 2      | 4     |
| 18   | Gabon                     | 1   | 0      | 3      | 4     |
| 18   | Zambie                    | 1   | 0      | 3      | 4     |
| 20   | Lesotho                   | 0   | 3      | 3      | 6     |
| 21   | Madagascar                | 0   | 2      | 9      | 11    |
| 22   | Libye                     | 0   | 1      | 5      | 6     |
| 23   | Seychelles                | 0   | 1      | 2      | 3     |
| 24   | République centrafricaine | 0   | 1      | 0      | 1     |
| 25   | Burkina Faso              | 0   | 0      | 2      | 2     |
| 25   | Zaïre                     | 0   | 0      | 2      | 2     |
| 27   | Eswatini                  | 0   | 0      | 1      | 1     |
| 27   | Botswana                  | 0   | 0      | 1      | 1     |
| 27   | République du Congo       | 0   | 0      | 1      | 1     |
|      |                           | 213 | 204    | 251    | 668   |

## Rectifications
Le classement ci-dessus, publié à l'issue des Jeux, a par la suite été rectifié à la lumière des décisions suivantes :
- Annulation des médailles du Plongeon[5] (2 médailles d'or, 1 d'argent et 1 de bronze pour le Zimbabwe et 1 médaille d'or, 2 d'argent et 2 de bronze pour l'Égypte), car seuls ces deux pays ont participé à cette compétition.
- Annulation des médailles obtenues par la Tunisie par le biais de Senda Gharbi en natation et modification du classement en conséquence[6].
- Annulation des médailles obtenues par l'Égypte par l'intermédiaire de Imad Shafei en natation et modification du classement en conséquence[6].

Le classement des pays concernés devient:
| Rang | Nation   | Or | Argent | Bronze | Total |
| ---- | -------- | -- | ------ | ------ | ----- |
| 1    | Égypte   | 91 | 47     | 50     | 188   |
| 2    | Nigeria  | 43 | 51     | 44     | 138   |
| 3    | Algérie  | 29 | 37     | 35     | 101   |
| 5    | Zimbabwe | 6  | 4      | 10     | 20    |
| 8    | Namibie  | 4  | 2      | 8      | 14    |
| 9    | Maurice  | 3  | 5      | 5      | 13    |
| 11   | Tunisie  | 2  | 5      | 9      | 16    |